# Öttevény, Győr-Moson-Sopron
Öttevény  este un sat în districtul Győr, județul Győr-Moson-Sopron, Ungaria, având o populație de 2.947 de locuitori (2011). 

## Demografie
Componența etnică a satului Öttevény
     Maghiari (95,29%)
     Germani (2,52%)
     Necunoscut (0,82%)
     Alții (1,37%)
Componența confesională a satului Öttevény
     Romano-catolici (57,86%)
     Fără religie (6,79%)
     Luterani (4,89%)
     Reformați (3,09%)
     Necunoscută (26,6%)
     Alte religii (1,19%)
Conform recensământului din 2011, satul Öttevény avea 2.947 de locuitori. Din punct de vedere etnic, majoritatea locuitorilor (95,29%) erau maghiari, cu o minoritate de germani (2,52%). Apartenența etnică nu este cunoscută în cazul a 0,82% din locuitori.  Din punct de vedere confesional, majoritatea locuitorilor (57,86%) erau romano-catolici, existând și minorități de persoane fără religie (6,79%), luterani (4,89%) și reformați (3,09%). Pentru 26,6% din locuitori nu este cunoscută apartenența confesională.